# Thalassocratie
 (juin 2018).
Si vous disposez d'ouvrages ou d'articles de référence ou si vous connaissez des sites web de qualité traitant du thème abordé ici, merci de compléter l'article en donnant les références utiles à sa vérifiabilité et en les liant à la section « Notes et références ».
Une thalassocratie est un État dont la puissance est fondée principalement sur la domination de la mer. La thalassopolitique occupe alors une place importante des politiques globales de la nation.

## Étymologie et généralités
Le mot thalassocratie vient du θαλασσοκρατία / thalassokratía, formé de θάλασσα / thálassa, « mer ») et de κράτος / krátos, « pouvoir, force, puissance »). Cette appellation date de la période classique. Le terme thalassocratie est aussi appliqué à des empires, dans lesquels les territoires de l'État, bien que s'étendant sur l'intérieur des continents, sont reliés principalement ou uniquement par des lignes maritimes.
Les thalassocraties traditionnelles dominent rarement l'intérieur des terres, même sur leur propre territoire métropolitain.

## Thalassocraties

### Océan Pacifique
La thalassocratie la plus ancienne connue est la civilisation du Sahul, peuple de navigateurs éteint entre 12 000 et 6 000 avant notre ère. À sa suite viendront les civilisations lapita, puis polynésienne.

### Mer Méditerranée:mare nostrum

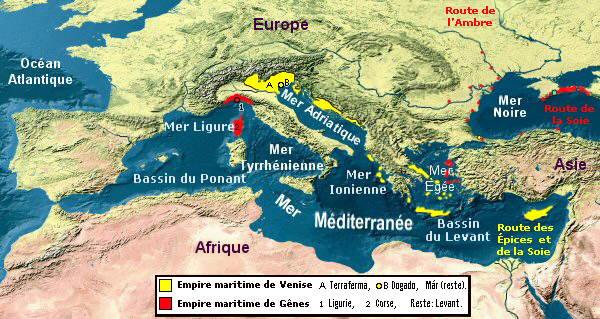
Les thalassocraties méditerranéennes de Venise (jaune) et de Gênes (rouge) au XVe siècle.

Durant l'Antiquité, dès le début de l'âge du fer, apparaissent des thalassocraties comme la civilisation minoenne, la Phénicie qui engendre la civilisation carthaginoise et de nombreuses cités grecques qui essaiment en colonies au Ve siècle av. J.-C., notamment Athènes.
Les Phéniciens, qui ont disposé de nombreux comptoirs cinq siècles avant Carthage, constituent une thalassocratie au sens large, car aucune de ces civilisations n’avait un pouvoir thalassocratique absolu en mer Méditerranée. Cependant, Hérodote parlait de la nécessité de contrer la thalassocratie phénicienne en développant « l'empire maritime grec », vu sa prééminence en mer Méditerranée, de la Syrie et du Liban à l’est jusqu'en Ibérie à l’ouest et ceci du XIe au Ve siècle avant notre ère.
Carthage est un autre exemple de thalassocratie dans l'Antiquité.
De même, l'Empire romain, l'Empire romain d'Orient et, plus tard, l'Empire ottoman, tenant les plus importants détroits de la mer Méditerranée, possédaient une emprise maritime qu'on désigne communément comme thalassocratique.
La république romaine antique fait aussi partie des grandes thalassocraties du fait de sa forte expansion de 509 av JC à 44 av JC.
Les républiques maritimes sont des exemples plus récents de thalassocratie : la république de Venise, la république de Gênes, le royaume de Majorque, la couronne d'Aragon et les Provinces-Unies néerlandaises en sont des exemples.

### Mer Adriatique
La république de Raguse étendait son influence tout autour du détroit d'Otrante.

### Mer du Nord et mer Baltique
La Hanse germanique commerçait et combattait depuis les bouches du Rhin jusqu'au golfe de Finlande ; l'Empire suédois s'étendit tout autour de la mer Baltique.

### Océan Atlantique
Au Maroc, au XVIIe siècle, a émergé dans les villes jumelles de Rabat-Salé, entre 1600 et 1660, sous le nom de « la République des deux rives ». Mais les grandes thalassocraties de ses rives furent les Scandinaves, les Britanniques, les Néerlandais, les Portugais et les Espagnols.

### Océan Indien

L'expansion de la thalassocratie sriwijayaise.

Dans l'Ouest de l'océan Indien, l'Égypte hellénistique, romaine et byzantine fut aussi une thalassocratie commerçant par la mer Rouge avec l'Afrique orientale, la péninsule indienne et l'Asie du Sud-Est le long de la « route de l'encens, des épices, de l'ivoire et des gemmes ». Dans l'Est de l'Océan Indien, la thalassocratie malaise, hindouiste et bouddhiste de Sriwijaya étendit son influence du VIIe au XIVe siècle sur l'Asie du Sud-Est. Par la suite les Arabes, en particulier les guildes de marchands-marins yémenites et omanais, ont constitué de vastes et puissantes thalassocraties commerçant en Afrique orientale et en Asie du Sud-Est qu'ils ont d'ailleurs en partie islamisé : ils naviguaient notamment sur des boutres et des dhow dès le IXe siècle,. La légende de « Sinbad le marin » rappelle ces anciens périples ; voir aussi la Traite orientale.

### Mer de Chine
En Asie, le royaume coréen de Baekje (Ier – VIIe siècles) constitue une thalassocratie avec de nombreux points de civilisation en Chine.

### Reste du monde

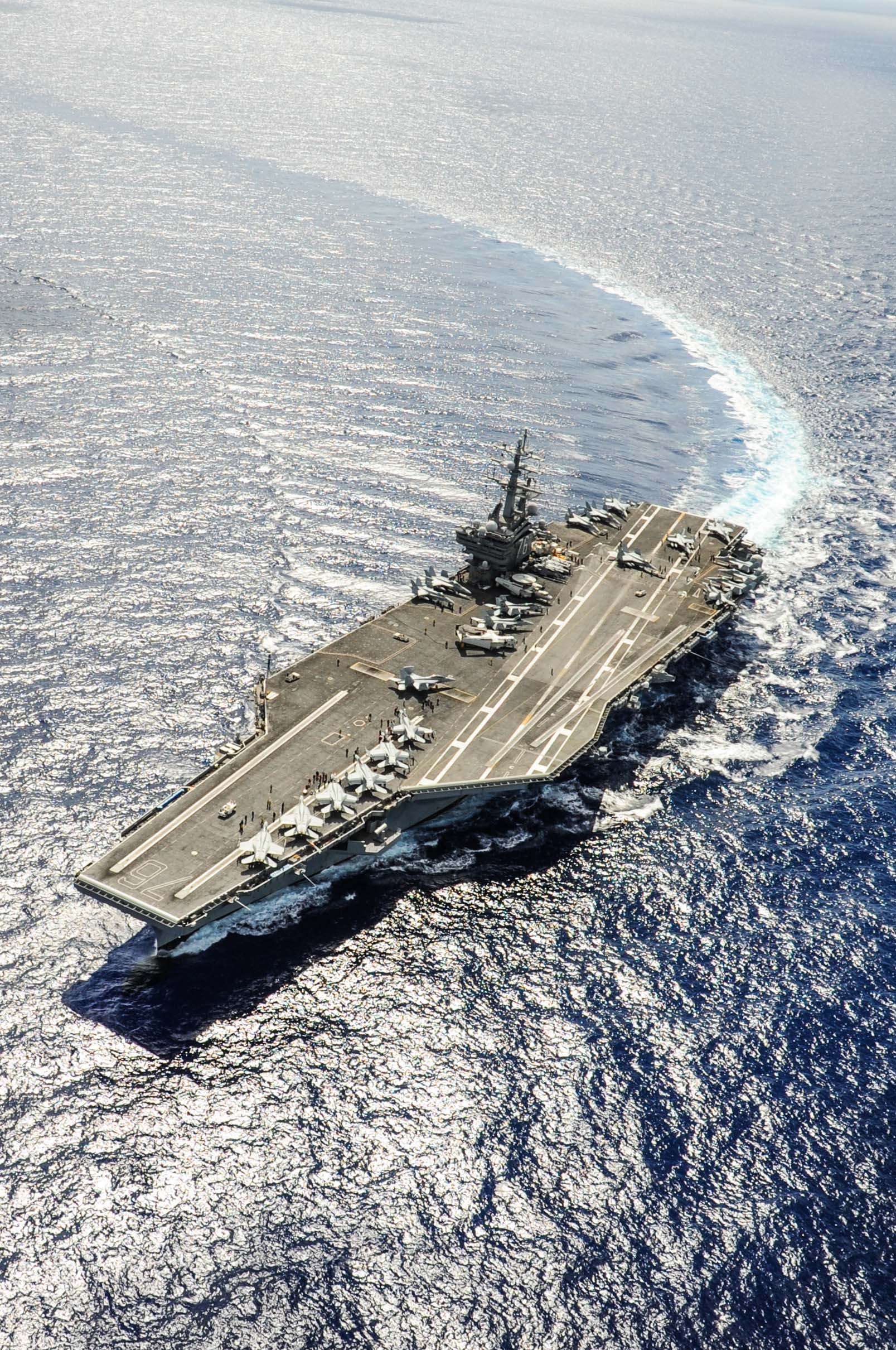
Le porte-avions USS Ronald Reagan (CVN-76) de la marine de guerre des États-Unis en exercice dans l'océan Pacifique, 2016.

Les empires coloniaux des puissances européennes ont ainsi d'abord tous émergé en tant que thalassocraties avant de s'étendre à l'intérieur des terres.
Depuis 1905 mais en particulier avant et pendant la guerre du Pacifique, le Japon s'est affirmé comme thalassocratie notamment à travers sa « sphère de coprospérité de la Grande Asie orientale », grâce à une marine très développée.
Depuis la Seconde Guerre mondiale, les États-Unis sont une thalassocratie à l'échelle mondiale. Leur puissante marine militaire et commerciale, leur permettant d'être présents sur tous les océans et mers du globe, est un des éléments fondamentaux expliquant leur statut de superpuissance.